# Habenaria ramayyana
Habenaria ramayyana là một loài thực vật có hoa trong họ Lan. Loài này được Ram.Chary & J.J.Wood mô tả khoa học đầu tiên năm 1981.